# Шнейдер, Тэмми
Тэ́мми Шне́йдер (англ. Tammy Schneider; род. 2 ноября 1982, Реджайна) — канадская кёрлингистка.
Играет на позиции второго.

## Достижения
- Чемпионат мира по кёрлингу среди женщин: серебро (2011).
- Чемпионат Канады по кёрлингу среди женщин: золото (2011).
- Континентальный Кубок по кёрлингу: серебро (2012).
- Чемпионат мира по кёрлингу среди юниоров: золото (2003).

## Команды
| Сезон   | Четвёртый     | Третий        | Второй          | Первый          | Запасной                 | Турниры                                          |
| ------- | ------------- | ------------- | --------------- | --------------- | ------------------------ | ------------------------------------------------ |
| 2002—03 | Марлиз Миллер | Тиджей Сурик  | Janelle Lemon   | Челси Белл      | Тэмми Шнейдер            | ЧМЮ 2003                                         |
| 2004—05 | Cindy Ricci   | Angela Gordon | Тэмми Шнейдер   | Cori Dauphinais |                          |                                                  |
| 2005—06 | Cindy Ricci   | Angela Gordon | Тэмми Шнейдер   | Terri Naylen    | Rhonda Haus              |                                                  |
| 2005—06 | Эмбер Холланд | Ким Шнейдер   | Тэмми Шнейдер   | Хизер Cили      |                          |                                                  |
| 2006—07 | Эмбер Холланд | Ким Шнейдер   | Тэмми Шнейдер   | Хизер Cили      |                          |                                                  |
| 2007—08 | Эмбер Холланд | Ким Шнейдер   | Тэмми Шнейдер   | Хизер Cили      |                          |                                                  |
| 2008—09 | Эмбер Холланд | Ким Шнейдер   | Тэмми Шнейдер   | Хизер Cили      |                          | КК 2009 (5 место)                                |
| 2009—10 | Эмбер Холланд | Ким Шнейдер   | Тэмми Шнейдер   | Хизер Калинчак  | Джолин Кэмпбелл (ЧК)     | КООК 2009 (4 место) ЧК 2010 (6 место)            |
| 2010—11 | Эмбер Холланд | Ким Шнейдер   | Тэмми Шнейдер   | Хизер Калинчак  | Джолин Кэмпбелл (ЧК, ЧМ) | КК 2010 (5 место) · ЧК 2011 · ЧМ 2011            |
| 2011—12 | Эмбер Холланд | Ким Шнейдер   | Тэмми Шнейдер   | Хизер Калинчак  | Джолин Кэмпбелл (ЧК)     | КК 2011 (5 место) · ККК 2012 · ЧК 2012 (5 место) |
| 2014—15 | Ким Шнейдер   | Тэмми Шнейдер | Michelle McIvor | Shelby Hubick   |                          |                                                  |

(скипы выделены полужирным шрифтом)

## Частная жизнь
Из семьи кёрлингистов. Её отец Ларри Шнейдер (англ. Larry Schneider) и его братья Джейми (англ. Jamie Schneider), Рик и Майк составляли команду, в числе прочего выигравшую чемпионат провинции Саскачеван (1990), а на чемпионате Канады 1990 занявшую 4-е место. Её сестра Ким Шнейдер играла вместе с Тэмми в команде Эмбер Холланд, в настоящее время скип своей команды, где до 2015 играла и Тэмми.